# Třída Pigeon
Třída Pigeon byla třída záchranných lodí ponorek námořnictva Spojených států amerických. Jejich hlavním úkolem bylo řízení záchranných operací a podpora záchranných prostředků, především miniponorek třídy Mystic. Byly to první plavidla navržená speciálně pro záchranu ponorek. Celkem byly postaveny dvě jednotky této třídy. Obě byly ze služby vyřazeny a sešrotovány.

## Stavba
Celkem byly v letech 1968-1973 postaveny dvě jednotky této třídy. Obě postavila americká loděnice Alabama Drydock and Shipbuilding Company v Mobile ve státě Alabama.
Jednotky třídy Pigeon:
| Jméno                | Zeložení kýlu     | Spuštěna       | Vstup do služby   | Status                                                                   |
| -------------------- | ----------------- | -------------- | ----------------- | ------------------------------------------------------------------------ |
| USS Pigeon (ASR-21)  | 17. července 1968 | 13. srpna 1969 | 28. dubna 1973    | Vyřazena a vyškrtnuta z námořního registru 31. srpna 1992, sešrotována.  |
| USS Ortolan (ASR-22) | 28. srpna 1968    | 10. září 1969  | 14. července 1973 | Vyřazena a vyškrtnuta z námořního registru 30. března 1995, sešrotována. |

## Konstrukce

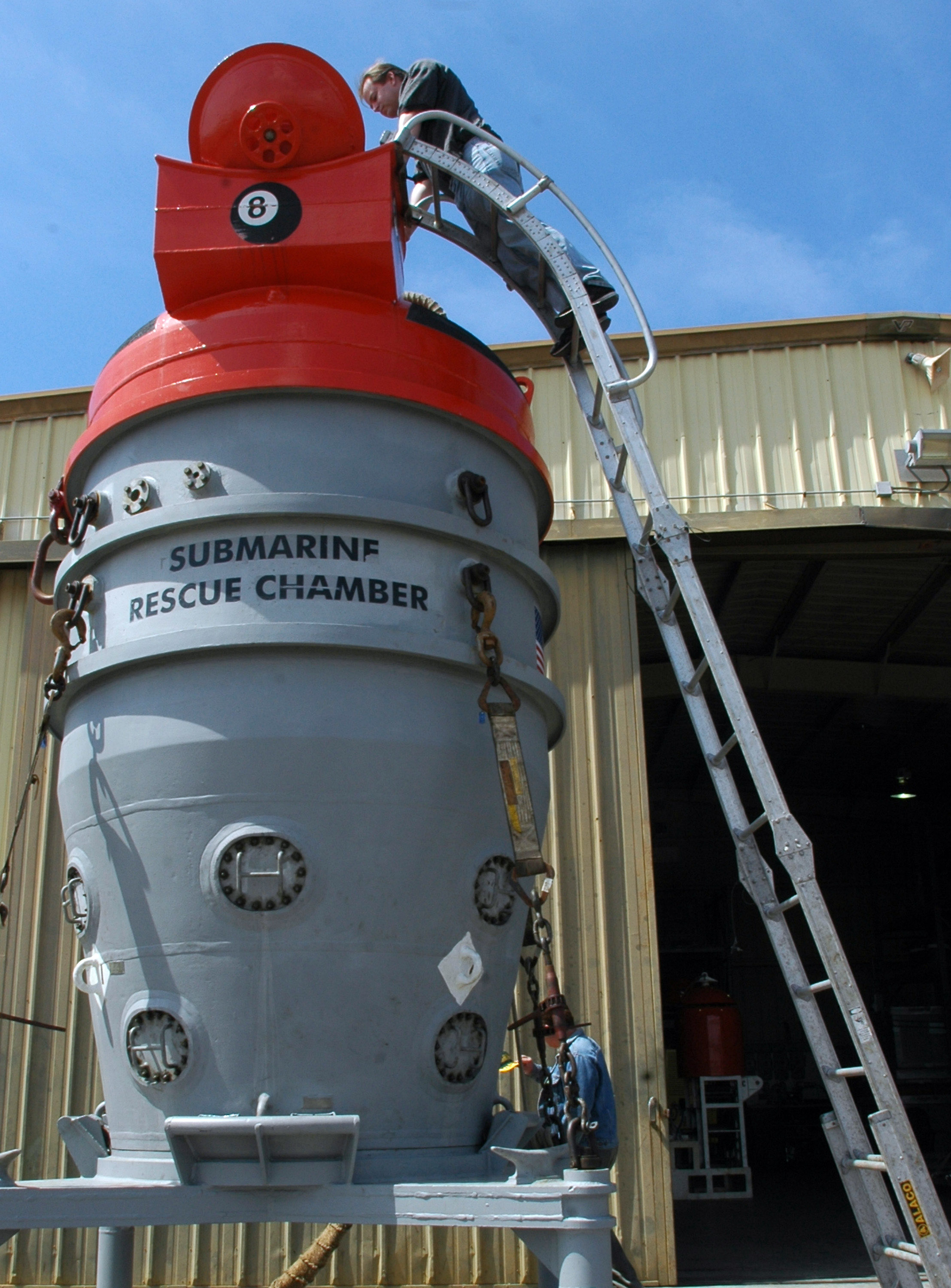
Záchranná komora McCann

Plavidla měla koncepci katamaranu. Z jejich paluby mohly operovat různé druhy ponorných prostředků, například osmimístná záchranná komora McCann, nebo až dvě hlubokomořská záchranná plavidla třídy Mystic. Výzbroj po dokončení tvořily dva 20mm kanóny a čtyři 12,7mm kulomety. Na zádi se nacházela přistávací plocha pro vrtulník. Pohonný systém tvořily čtyři diesely, pohánějící dva lodní šrouby. Nejvyšší rychlost dosahovala 15 uzlů.